# Miss Mundo 1976
Miss Mundo 1976 fue la 26.ª edición del certamen de Miss Mundo, cuya final se llevó a cabo el 18 de noviembre de 1976 en el Royal Albert Hall, Londres, Reino Unido. La ganadora fue Cindy Breakspeare de Jamaica siendo así la segunda vez que su país gana en 13 años, la primera vez fue en Miss Mundo 1963, donde triunfó su compatriota Carole Joan Crawford. Breakspeare fue coronada por Miss Mundo 1975, Wilnelia Merced de Puerto Rico.

## Resultados
| Resultados Finales      | Finalistas |
| ----------------------- | --- |
| Miss Mundo 1976         | - Jamaica - Cindy Breakspeare |
| 1° Finalista            | - Australia - Karen Jo Pini |
| 2° Finalista            | - Guam - Diana Marie Roberts Duenas |
| 3° Finalista            | - Reino Unido - Carol Jean Grant |
| 4° Finalista            | - Finlandia - Merja Helena Tammih |
| 5° Finalista            | - Holanda - Stephanie Flatow |
| 6° Finalista            | - Turquía - Jale Bayhan |
| Semifinalistas (Top 15) | - Argentina - Adriana Laura Salguiero - España - Luz María Polegre Hernández - Irlanda - Jakki Moore - Israel - Levana Abarbanel - Puerto Rico - Ivette Rosado - Singapur - Pauline Poh Neo Cheong - Trinidad y Tobago - Patricia Anderson Leon - Venezuela - María Genoveva Rivero Giménez |

### Premiaciones Especiales
- Miss Personalidad:  África del Sur - Veronica Rozette Kuki Mutsepe
- Miss Fotogénica:  Irlanda - Jakki Moore

## Candidatas
60 candidatas participaron en el certamen.
| - África del Sur - Veronica Rozette Kuki Mutsepe - Alemania - Monika Schneeweiss - Argentina - Adriana Laura Salguiero - Aruba - Maureen Wever - Australia - Karen Jo Pini - Austria - Monika Mühlbauer - Bahamas - Larona Miller - Bélgica - Yvette Maria Aelbrecht - Bermudas - Vivienne Ann Hollis - Brasil - Adelaida Fraga de Oliveira Filha - Canadá - Pamela Mercer - Chile - María Cristina Granzow Cartagena - Chipre - Andri Tsangaridou - Colombia - María Loretta Celedón Holguín - Corea del Sur - Shin Byoung-sook - Costa Rica - Ligia María Ramos Quesada - Curazao - Viveca Francisca Marchena - Dinamarca - Susanne Juul Hansen - Ecuador - Marie Clare Fontaine Velasco - El Salvador - Soraya Camondari Zanotti - España - Luz María Polegre Hernández - Estados Unidos - Kimberly Marre Foley - Finlandia - Merja Helena Tammi - Francia - Monique Uldaric - Gibraltar - Rosemarie Parody - Grecia - Rania Theofilou - Guam - Diana Marie Roberts Duenas - Guatemala - Marta Elisa Tirado Richardson - Holanda - Stephanie Flatow - Honduras - Maribel Ileana Ayala Ramírez | - Hong Kong - Christine Leung Ching-Man - Irlanda - Jakki Moore - Islandia - Sigríður Helga Olgeirsdóttir - Islas Vírgenes de los Estados Unidos - Denise La Franque - Israel - Levana Abarbanel - Italia - Antonella Lombrosi - Jamaica - Cynthia 'Cindy' Jean Cameron Breakspeare - Japón - Noriko Asakuno - Jersey - Susan Hughes - Líbano - Souad Nakhoul - Luxemburgo - Monique Wilmes - Malta - Jane Benedicta Saliba - México - Carla Jean Evert Seguera - Noruega - Nina Kristine Rønneberg - Nueva Zelanda - Anne Clifford - Paraguay - María Cristina Fernández Samaniego - Perú - Rocío Rita Lazcano Mujica † - Puerto Rico - Ivette Rosado - Reino Unido - Carol Jean Grant - República Dominicana - Jenny Corporán Viñas - Singapur - Pauline Poh Neo Cheong - Sudáfrica - Lynn Massyn - Suecia - Ann-Christine Gernandt - Suiza - Ruth Crottet - Tahití - Patricia Mareva Servonnat - Tailandia - Duangcheewan Komolsen - Trinidad y Tobago - Patricia Anderson Leon - Turquía - Jale Bayhan - Uruguay - Sara Isabel Alaga Valega - Venezuela - María Genoveva Rivero Giménez |

### No concretaron su participación
Boicot
Algunas candidatas boicotearon la competencia debido a la presencia de una participante de raza blanca de Sudáfrica debido a la ley del apartheid que regía en ese país discriminando a las personas de raza negra, por lo que abandonaron la competencia.
| - Filipinas - Josephine Salazar Conde - India - Naina Sudhir Balsavar - Liberia - Lorraine Wede Johnson - Malasia - Che Puteh Naziaden - Mauricio - Anne-Lise Lasur | - Seychelles - Lynn Elisea Gobine - Sri Lanka - Tamara Ingrid Subramanian - Suazilandia - Zanella Tutu Tshabalala - Yugoslavia - Slavica Stefanović |

## Sobre los países en Miss Mundo 1976

### Debut
- Guatemala
- Islas Vírgenes de los Estados Unidos

### Retiros
- Barbados
- Bolivia
- Cuba
- Guernsey
- Nicaragua
- Santa Lucía
- Túnez

### Regresos
- Compitió por última vez en 1965:
  -  Tahití
- Compitió por última vez en 1969:
  -  Chile
- Compitió por última vez en 1972:
  -  Paraguay
- Compitió por última vez en 1963:
  -  Chipre
- Compitieron por última vez en 1974:
  -  España
  -  Jamaica

### Crossovers
Miss Universo
- 1975:  Líbano - Souad Nakhou
- 1976:  Bélgica - Yvette Maria Aelbrecht
- 1976:  Bermudas - Vivienne Ann Hollis
- 1976:  Francia - Monique Uldaric
- 1976:  Luxemburgo - Monique Wilmes
- 1976:  México - Carla Jean Evert Seguera
- 1976:  Perú - Rocío Rita Lazcano Mujica
- 1976:  Reino Unido - Carol Jean Grant (Tercera finalista)
- 1977:  España - Luz María Polegre Hernández
- 1977:  Irlanda - Jakki Moore
- 1977:  Malta - Jane Benedicta Saliba

Miss Internacional
- 1976:  Tahití - Patricia Mareva Servonnat
- 1977:  Bélgica - Yvette Maria Aelbrecht
- 1978:  Uruguay - Sara Alaga Valega